# جول برونيه

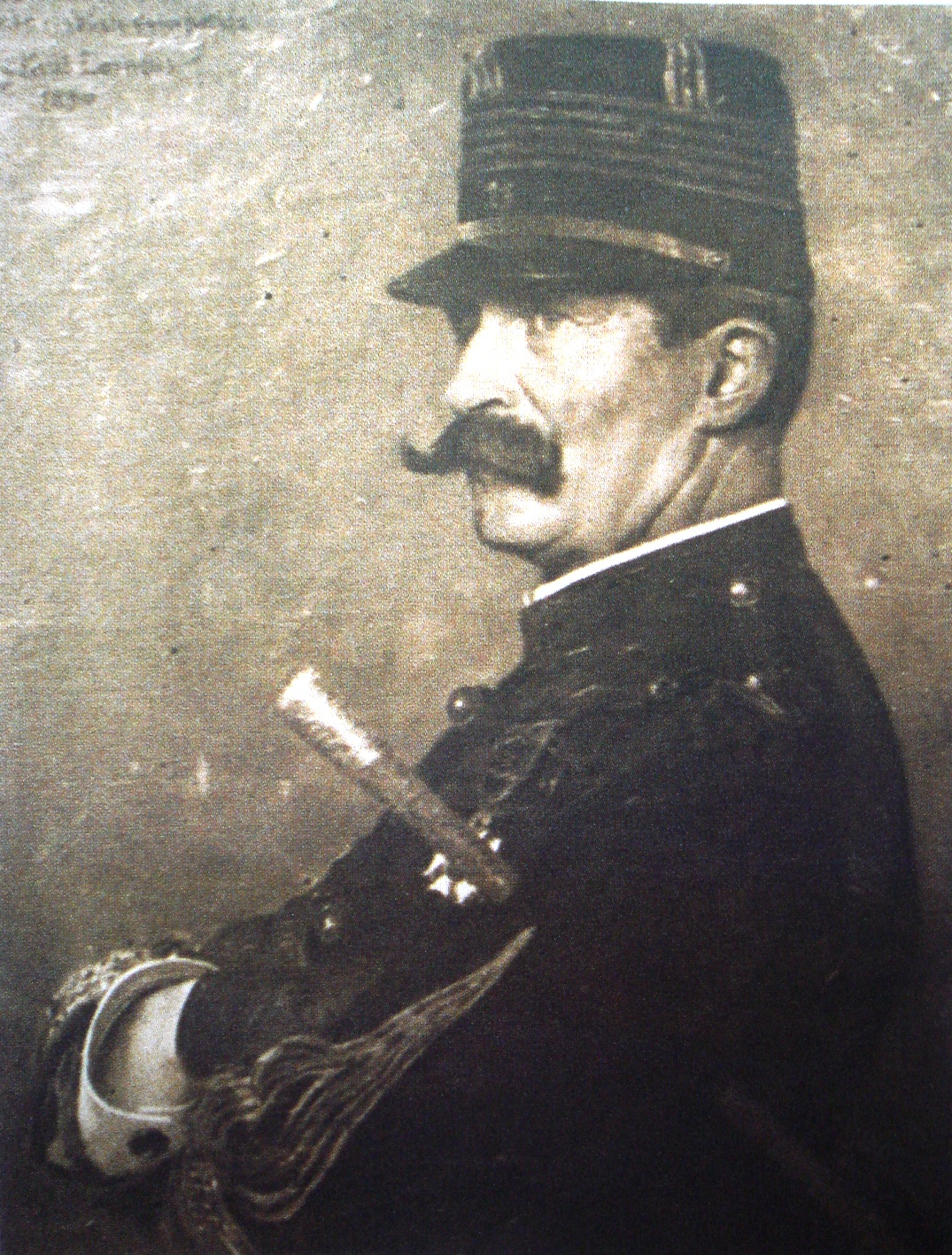
جول برونيه عام 1890

جول برونيه (بالفرنسية: Jules Brunet)‏ أو جولز برونيت (2 يناير 1838 - 12 اغسطس 1911) جنرال فرنسي وقائد أعلى في وزارة الحرب الفرنسية عام 1898 لعب دوراً محورياً في كل من الغزو الفرنسي للمكسيك (1862 – 1867) وفي الدعم الفرنسي العسكري للحكومة الإمبراطورية اليابانية حيث أرسل إلى اليابان ملحقاً بمهمة عسكرية عام 1867 لضحد أعداء الإمبراطور الياباني الـ شوغن وبعد أن تمت مهمته بالقضاء على أغلبهم أدى لاحقاً دوراً تاريخياً مهماً في الحرب البوشينية الأهلية اليابانية بين الجيش الإمبراطوري الياباني وبين جيش الشوغن المنتفض عليه.

## الوصول إلى اليابان
أرسل نابليون الثالث بعثة استشارية عسكرية من مستشارين وضباط إلى اليابان لمساعدة الجيش الياباني على الحداثة والتطور من ضمنهم جول برونيه كمدرب مدفعية، وصلت البعثة العسكرية في بدايات العام 1867 وبدأت فوراً بتدريب الجيش الياباني لمدة عام كامل على أقل تقدير بشكل متواصل وفي العام التالي عام 1868 انزلق الجيش الياباني حديث التدريب في أتون الحرب البوشينية وخلالها حاول الإمبراطور ميجي استعادة القوى كاملة ًولو اسمياً حيث تمت إمرة البعثة الفرنسية مغادرة اليابان رسمياً بقرار إمبراطوري مباشر إلا أن برونيه رفض الأمر وقرر البقاء فقدم استقالته من الجيش الفرنسي وغادر إلى شمال اليابان مع من تبقى من قوات الشوغن الثائرة على الإمبراطور وإصلاحاته الحداثية على أمل تنظيم هجمة مضادة للجيش الإمبراطوري النظامي من قبل ثوار الشوغن بقيادته.

## التكريم والأوسمة
في البدء كان برونيه حليفاً لـ الأدميرال إينوموتو فسهل عليه هذا أن ينضم إلى الحكومة اليابانية الإمبراطورية بل وأن يصبح وزير البحرية اليابانية الإمبراطورية، ومن خلال وساطة الإدميرال إينوموتو عفت الحكومة الإمبراطورية عن جول برونيه وأفعاله ضدها بل ومنحته في مايو 1881 ميدالية إمبراطورية ومنحته ميدالية ممالثة في مارس 1885 أيضاً وتم تقديم الميداليات رسمياً لبرونيه في السفارة اليابانية في باريس العاصمة الفرنسية.

## الإرث الثقافي
حياته العسكرية الملحمية ألهمت الروائية الأمريكية هيلين ديفيت في استنباط شخصية العقيد نيثن ألغرن بطل رواية آخر ساموراي والتي تم تجسيدها في فيلم آخر ساموراي للمخرج إدورد زويك.

## معرض صور

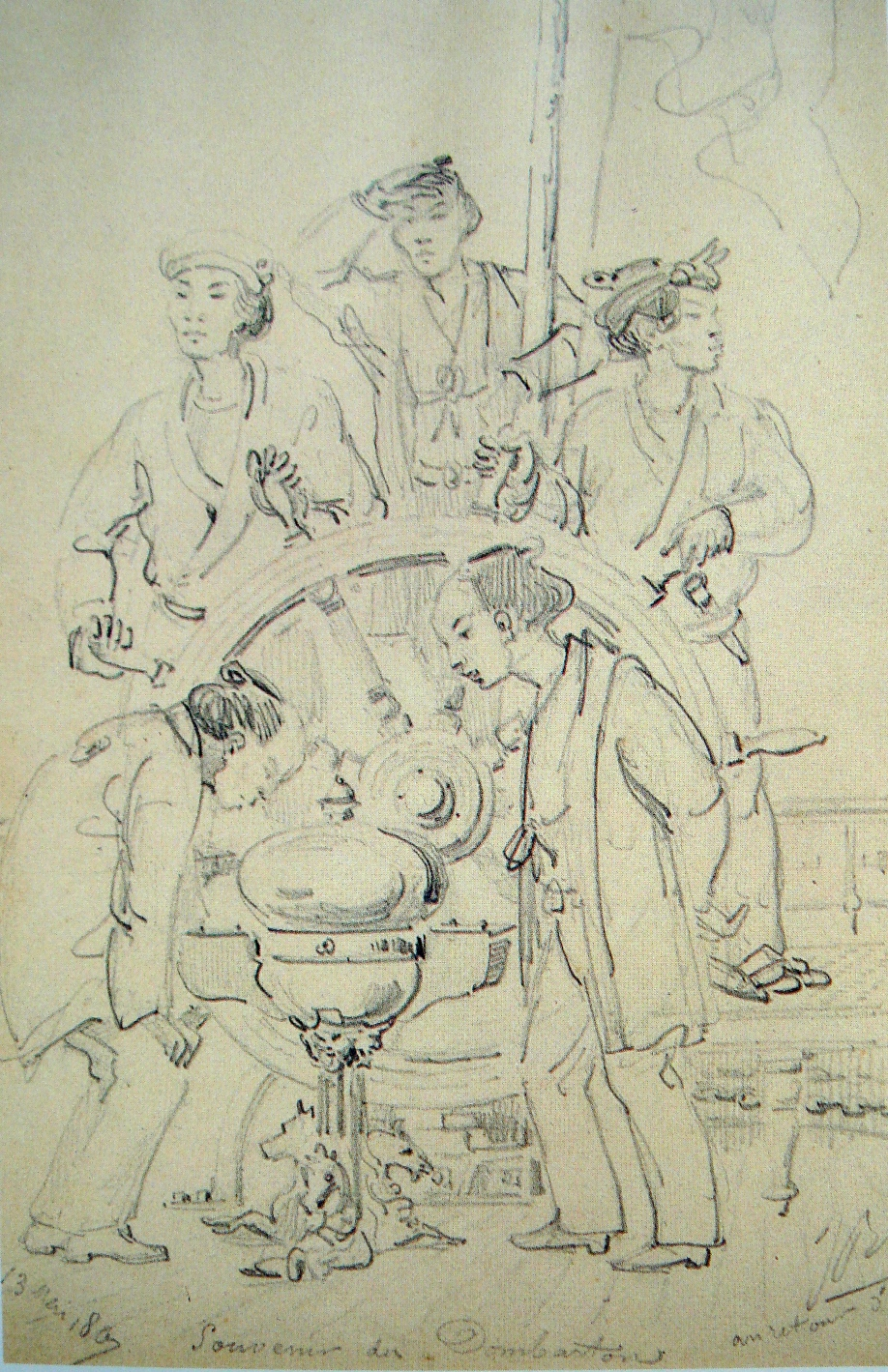
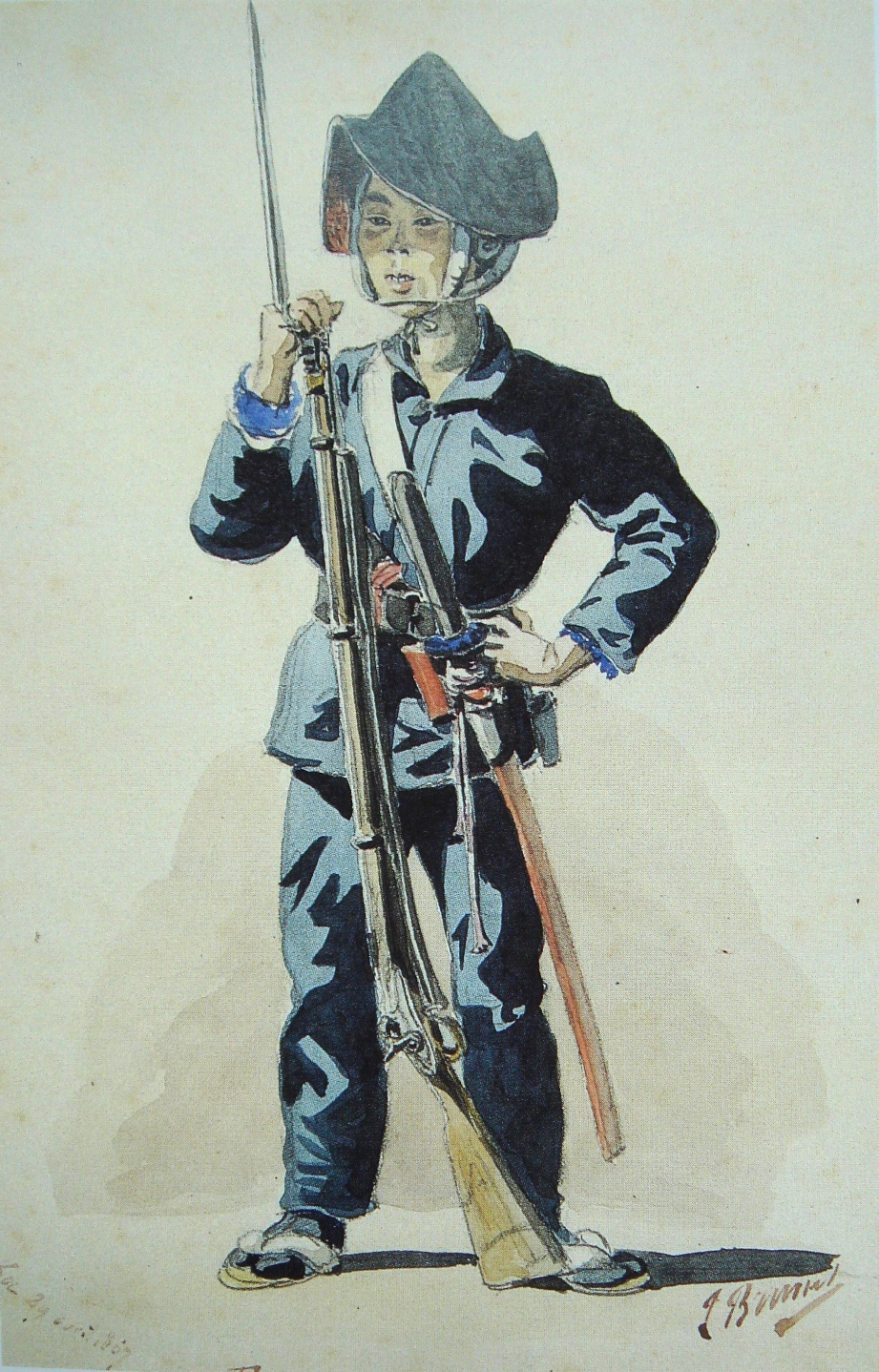
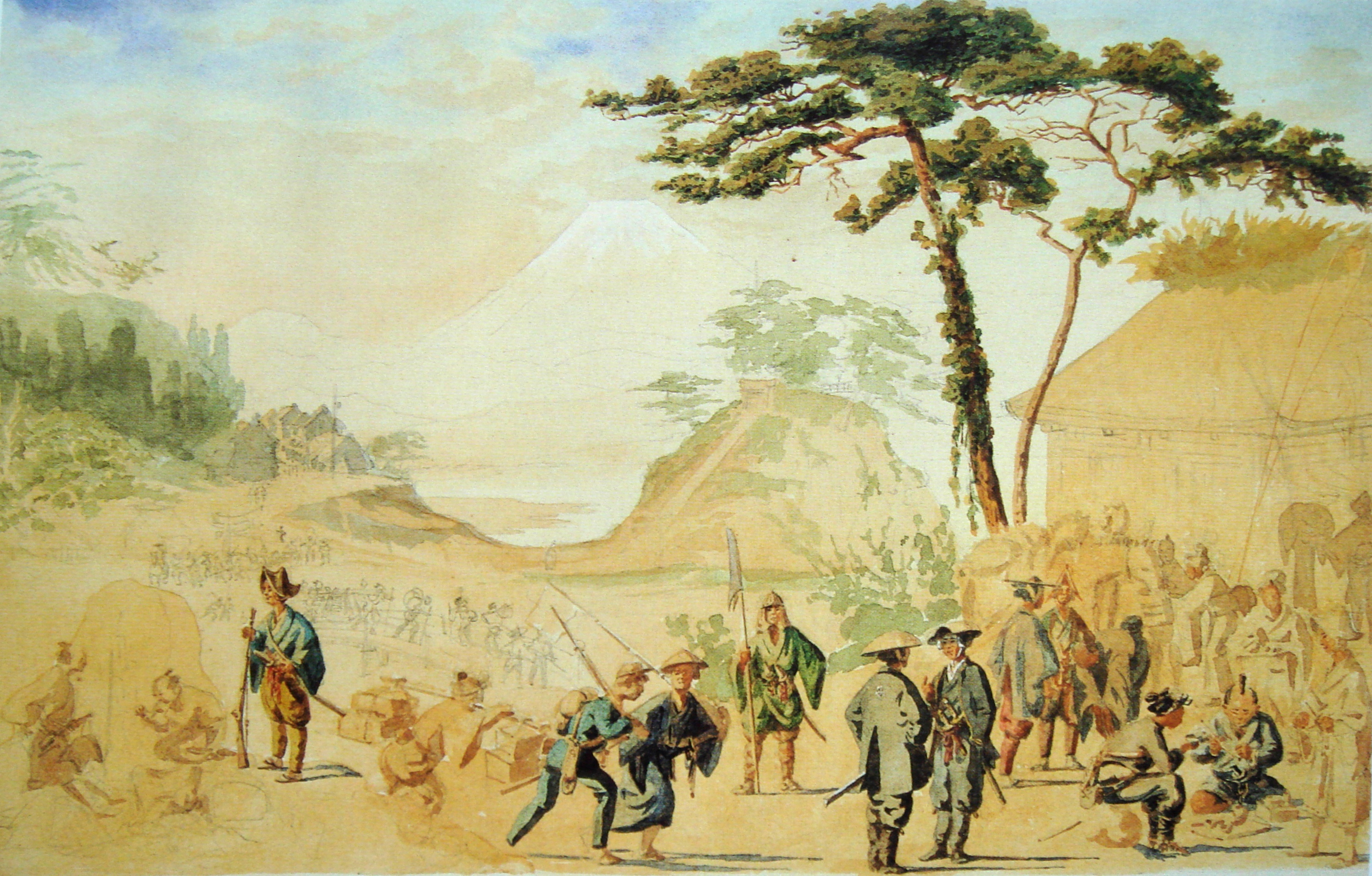